# 히말라야들쥐
히말라야들쥐(학명: Apodemus gurkha)는 붉은쥐의 일종이다. 네팔의 토착종이다.

## 특징
꼬리 길이 98~125mm를 제외한 몸길이가 85~110mm인 작은 설치류로 발 길이는 21~26mm, 귀 길이는 16~19mm이고 몸무게는 최대 33.5g이다. 털은 부드럽다.

## 생태
굴을 파는 지중성 동물이고, 야행성이다. 먹이는 주로 곤충이며, 식물을 먹기도 한다.

## 분포 및 서식지
네팔 중부 간다키구 지역 토착종이다. 해발 2,400~3,500m 고도의 온대 고지대 침엽수림과 진달래 숲에서 서식한다.